# Martinac (miasto Čazma)
Martinac – wieś w Chorwacji, w żupanii bielowarsko-bilogorskiej, w mieście Čazma. W 2011 roku liczyła 73 mieszkańców.